# Powiat Kasai
Powiat Kasai (jap. 河西郡 Kasai-gun) – powiat w Japonii, w prefekturze Hokkaido, w podprefekturze Tokachi. W 2024 roku liczył 24 500 mieszkańców.

## Miejscowości
- Memuro
- Nakasatsunai
- Sarabetsu